# 布萊克岩 (南喬治亞群島)
布萊克岩（英語：Black Rock, South Georgia），是南極洲的岩石，位於南喬治亞群島，處於沙格岩東南面16公里，在1927年由英國探險隊繪入地圖，由英國海外領土管轄。